# コンピューター未来館
『コンピューター未来館』（コンピューターみらいかん）は、NHK教育テレビジョンで1993年4月5日から1994年3月14日まで放送されていた中学生・高校生向けの学校放送（教科：情報）である。

## 概要
1993年3月に一度終了した『コンピューター・ナウ』の後継番組である。同年4月から中学校でもコンピュータ学習が導入されるのを受け、本番組は高校生だけでなく中学生も対象にしていた。
番組は、最初の20分間で情報化社会の諸相についてVTRを使いながら解説した後、残りの10分間で身近なコンピュータの扱い方を紹介していた。キャスターは『コンピューター・ナウ』にも出演していた坂村健（当時東京大学助教授）が、ナレーターは中村啓子が務めていた。

## 放送時間
| 期間                         | 放送時間             |
| ---------------------------- | -------------------- |
| 1993年4月5日 - 1994年3月14日 | 月曜日 12:25 - 12:55 |

## 放送リスト
| 初回放送日     | サブタイトル                   |
| -------------- | ------------------------------ |
| 1993年4月5日   | コンピューター情報学           |
| 1993年4月19日  | コンピューター歴史学           |
| 1993年5月10日  | ネットワーク社会               |
| 1993年5月24日  | 変わる産業社会                 |
| 1993年6月21日  | 人間にやさしいコンピューター   |
| 1993年7月5日   | 道具としてのコンピューター     |
| 1993年8月30日  | メディアとしてのコンピューター |
| 1993年9月13日  | 生活とコンピューター           |
| 1993年9月27日  | 仕事とコンピューター           |
| 1993年10月18日 | 教育とコンピューター           |
| 1993年11月1日  | 計算する                       |
| 1993年11月15日 | 文書をつくる                   |
| 1993年11月29日 | 絵を描く                       |
| 1994年1月10日  | 演出する                       |
| 1994年1月24日  | 制御する                       |
| 1994年2月7日   | 管理する                       |
| 1994年2月21日  | 伝える                         |
| 1994年3月7日   | 考える                         |